# Avro Tudor
Die Avro Type 688/689 Tudor war ein viermotoriges Verkehrsflugzeug des britischen Herstellers A.V.Roe & Company vom Ende der 1940er-Jahre. Das Flugzeug war für den Langstreckendienst zwischen Großbritannien und Nordamerika vorgesehen, konnte sich aber nicht gegen die US-amerikanischen Konkurrenzmodelle durchsetzen.
Die Tudor machte bald nach ihrer Einführung durch eine Reihe schwerer Unfälle auf sich aufmerksam.

## Geschichte
Im Jahr 1943 entstanden in Großbritannien erste Pläne zur Entwicklung ziviler Nachkriegsflugzeuge. A.V. Roe erhielt den Auftrag, ein Passagierflugzeug für die Nordatlantikstrecke zu entwickeln. Um auch Schlechtwettergebiete überfliegen zu können, war erstmals bei einer britischen Maschine eine Druckkabine vorgesehen.
Zunächst dachte man an eine zivile Version des Bombers Avro Lincoln. Der Konstrukteur Roy Chadwick entwarf das Flugzeug dann mit den Lincoln-Tragflächen und -Triebwerken sowie einem neuen Rumpf. Im September 1944 wurden die ersten Flugzeuge für die Fluggesellschaft BOAC in Auftrag gegeben. Der Erstflug des Prototyps fand am 14. Juni 1945 statt.
Bei den Testflügen stellte sich heraus, dass die Reichweite weit unter den geforderten 6.400 Kilometern lag. Die Kapazität von nur 24 Passagieren und die Flugeigenschaften waren ebenfalls unbefriedigend. Erst 1947 erfolgte nach zahlreichen Konstruktionsänderungen die Auslieferung von sechs vergrößerten Exemplaren an die British South American Airways (BSAA), einer Tochter der BOAC.
Da die Tudor im Vergleich zur Douglas DC-6, Lockheed Constellation und Canadair North Star deutlich schlechter abschnitt, konnten nur wenige Kunden gewonnen werden. Einige Maschinen kamen als Treibstofftransporter während der Berliner Luftbrücke zum Einsatz. Andere wurden als Erprobungsträger verwendet. Eine strahlgetriebene Variante war die Avro 706 Ashton.
Der Konstrukteur Roy Chadwick kam 1947 bei einem Absturz eines Tudor-Prototyps ums Leben. Als zwei Flugzeuge der BSAA Ende der 1940er-Jahre über dem Atlantik verloren gingen, durfte die Tudor vorübergehend nicht mehr für Passagierflüge eingesetzt werden. Die verbliebenen Maschinen wurden teilweise von Aviation Traders Ltd zu Frachtflugzeugen umgebaut und bis 1959 eingesetzt.

## Konstruktion
Die Tudor war ein in Halbschalenbauweise konstruiertes Ganzmetallflugzeug. Der druckbelüftete Rumpf erhielt einen kreisförmigen Querschnitt. Die Tragflächen des Tiefdeckers wurden unverändert von der Avro Lincoln übernommen, das einziehbare Spornradfahrwerk stammte von der Avro Lancaster. Als Antrieb dienten vier 12-Zylinder-V-Motoren Rolls-Royce Merlin 621 mit je 1795 PS.
Um die Verkaufsmöglichkeiten zu verbessern, wurden in den 1940er-Jahren mehrere Varianten entwickelt. So war die Tudor 2 für bis zu 60 Passagiere vorgesehen, während die Tudor 7 von vier Bristol-Hercules-Sternmotoren angetrieben wurde.

## Versionen

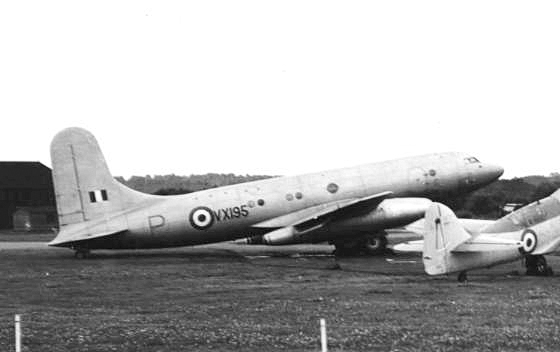
Tudor 8 mit Strahltriebwerken

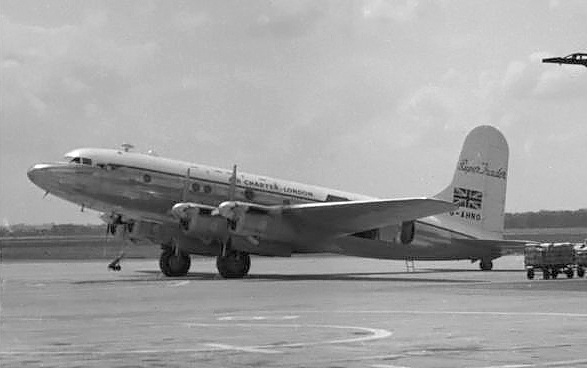
Avro Super Trader, umgebaute Tudor IV

| Tudor 1 (Type 688) | Ursprungsversion für 24 Passagiere, 12 gebaut                                                         |
| Tudor 2 (Type 689) | Rumpfdurchmesser um 30 cm vergrößert, um 7,50 m gestreckte Version für 60 Passagiere, 5 gebaut        |
| Tudor 3            | Tudor 1 mit VIP-Ausstattung, 2 gebaut                                                                 |
| Tudor 4            | zum Teil umgebaute Tudor 1 mit um 1,70 m gestrecktem Rumpf für 32 Passagiere, 9 Neubauten, 4 Umbauten |
| Tudor 5            | modifizierte Tudor 2 für 44 Passagiere, 5 gebaut                                                      |
| Tudor 6            | Tudor 2 für 38 Passagiere (Projekt)                                                                   |
| Tudor 7            | Umbau der ersten Serien-Tudor 2 mit vier Sternmotoren Bristol Hercules, 1 Umbau                       |
| Tudor 8            | Umbau des zweiten Tudor-1-Prototyps mit vier Strahltriebwerken Rolls-Royce Derwent, 1 Umbau           |
| Tudor 9            | Tudor 2 mit vier Strahltriebwerken Rolls-Royce Nene, verwirklicht als Avro Ashton                     |
| Trader (Type 711)  | geplante Frachtversion der Tudor 2 mit Bugradfahrwerk, nicht gebaut                                   |

## Zwischenfälle
Während der Einsatzzeit von 1945 bis 1959 der Tudor kam es zu 7 Totalverlusten; bei 6 davon wurden 149 Menschen getötet. Vollständige Liste:
- Am 23. August 1947 stürzte eine Tudor 2 des Ministry of Supply (Luftfahrzeugkennzeichen G-AGSU) nahe dem Werksflugplatz Woodford bei einem Testflug unmittelbar nach dem Start ab. Alle 6 Insassen, 4 Besatzungsmitglieder und 2 Passagiere, wurden getötet. Zu den Todesopfern gehörte Avros Chefkonstrukteur Roy Chadwick. Unfallursache war ein Fehler bei der Montage der Querruder des Prototyps.[3]

- In der Nacht vom 29. zum 30. Januar 1948 verschwand eine Tudor 4 der British South American Airways (BSAA) (G-AHNP) mit 31 Personen an Bord spurlos zwischen Santa Maria (Azoren) und den Bermudas. Die Unfallursache blieb unbekannt (siehe auch Verschwinden der Star Tiger).[4]

- Am 17. Januar 1949 verschwand erneut eine Tudor 4B der BSAA (G-AGRE) mit 20 Menschen an Bord auf dem Flug von den Bermudas nach Kingston (Jamaika). Auch diesmal konnte die Unfallursache nicht aufgeklärt werden. Da man Probleme mit der Druckkabine vermutete, wurden alle Tudors vorübergehend aus dem Passagierdienst zurückgezogen. Später wurde festgestellt, dass ein zu weit ausschlagendes Höhenruder die Maschine in einen unkontrollierten Sturzflug bringen konnte (siehe auch Verschwinden der Star Ariel).[5][6]

- Am 12. März 1950 kam es bei einer Avro Tudor V der Fairflight (G-AKBY) im Landeanflug auf Llandow, Wales, Großbritannien zum Strömungsabriss und Absturz. Dabei kamen 75 der 78 Passagiere und alle 5 Besatzungsmitglieder ums Leben. Die Piloten hatten die Kontrolle über die völlig überladene Maschine verloren, bei der zudem der Schwerpunkt weit hinter der zulässigen Grenze lag. Es war zu diesem Zeitpunkt der schwerste Flugunfall der Luftfahrtgeschichte (siehe auch Flugunfall von Llandow).[7]

- Am 26. Oktober 1951 kam eine Tudor 5 der Fluggesellschaft William Dempster (G-AKCC) bei der Landung auf dem Militärflugplatz Bovingdon von der Landebahn ab und erst außerhalb des Flugplatzes zum Liegen. Das Flugzeug wurde zerstört, alle sieben Insassen überlebten.[8][9]

- Am 27. Januar 1959 verließ eine „Super Trader“ der Air Charter Limited (G-AGRG) bei starkem Seitenwind während des Starts auf dem Flughafen Brindisi-Casale die Startbahn; danach riss das linke Hauptfahrwerk ab. Die auf dem Weg nach Australien befindliche Frachtmaschine explodierte und brannte aus, wobei zwei der sechs Besatzungsmitglieder ums Leben kamen.[10]

- Am 23. April 1959 kam eine weitere „Super Trader“ der Air Charter Limited (G-AGRH) auf dem Weg von Ankara nach Bahrain bei starkem Wind vom Kurs ab und flog in den 4058 m hohen Berg Süphan (Türkei). Alle zwölf Besatzungsmitglieder der Frachtmaschine kamen bei diesem letzten Unfall einer Avro Tudor ums Leben; das Flugzeug wurde erst nach sechs Tagen gefunden.[11]

## Technische Daten
| Kenngröße             | Type 688 Tudor 1                                                       |
| --------------------- | ---------------------------------------------------------------------- |
| Besatzung             | 5                                                                      |
| Passagiere            | 24                                                                     |
| Länge                 | 24,20 m                                                                |
| Spannweite            | 36,60 m                                                                |
| Höhe                  | 6,70 m                                                                 |
| Flügelfläche          | 132 m²                                                                 |
| Flügelstreckung       | 10,1                                                                   |
| Startmasse            | 34.500 kg                                                              |
| Reisegeschwindigkeit  | 453 km/h                                                               |
| Höchstgeschwindigkeit | 512 km/h                                                               |
| Dienstgipfelhöhe      | 9.180 m                                                                |
| Reichweite            | 5.840 km                                                               |
| Triebwerke            | vier 12-Zylinder-V-Motoren Rolls-Royce Merlin mit je 1795 PS / 1320 kW |